# Borislawa Iwanowa
Borislawa Milkowa Iwanowa (bulgarisch Борислава Милкова Иванова; * 24. November 1966 in Widin) ist eine ehemalige bulgarische Kanutin.

## Karriere
Borislawa Iwanowa trat bei den Olympischen Spielen 1988 in Seoul im Vierer-Kajak an. Mit diesem zog sie nach Platz zwei im Vorlauf direkt ins Finale ein. In einer Rennzeit von 1:42,62 Minuten belegte der bulgarische Vierer hinter der deutschen Mannschaft und dem ungarischen Team den dritten Platz. Neben Iwanowa gewannen außerdem Wanja Geschewa, Diana Palijska und Ognjana Petrowa die Bronzemedaille.